# Хо Дак Мінь Нгуєт
Хо Дак Мінь Нгуєт (26 червня 1958) — в'єтнамський дипломат. Надзвичайний і Повноважний Посол В'єтнаму в Україні. 

## Біографія
Народилася 26 червня 1958 року в провінції Нгеан В'єтнаму. У 1976–80 рр. навчалась у Ліпецькому педагогічному університеті, спеціальність – російська мова та література. З 1981 року працює в Міністерстві закордонних справ В'єтнаму.
З 2006 по 2009 рр. — заступник і генеральний директор Департаменту Європи. 
25 листопада 2009 року Указом Президента В'єтнаму призначена Надзвичайним і Повноважним Послом Соціалістичної Республіки В'єтнам в Києві та Республіці Молдова за сумісництвом.
26 травня 2010 року вручила вірчі грамоти Президенту України Віктору Януковичу.